# Ториса (Сабинов)
Ториса (слч. Torysa) насељено је мјесто са административним статусом сеоске општине (слч. obec) у округу Сабинов, у Прешовском крају, Словачка Република.

## Становништво
| Година:    | 1994. | 2004.    | 2014.   | 2024.   |
| ---------- | ----- | -------- | ------- | ------- |
| Број људи: | 1319  | 1470     | 1522    | 1653    |
| Разлика:   |       | +11,44 % | +3,53 % | +8,60 % |

| Година:    | 2023. | 2024.   |
| ---------- | ----- | ------- |
| Број људи: | 1639  | 1653    |
| Разлика:   |       | +0,85 % |

Према подацима о броју становника из 2011. године насеље је имало 1.514 становника.